# Озёрки (Тербунский район)
Озёрки — село Тербунского района Липецкой области. Центр Озёрского сельского поселения. Расположены на правом берегу реки Кобыльей Сновы.
Озёрки возникли в начале XVIII века. На протяжении нескольких лет были небольшой деревней в составе соседнего села Красная Поляна, располагавшегося на другом берегу Кобыльей Сновы. Из-за плохого водоснабжения краснополянцы стали переходить в Озёрки, а в 1821 году они перенесли туда свою церковь. После этого Озёрки стали крупным селом.
В документах 1778 года указывается, что Озёрки находятся у Озёрочных оврагов. Название — от небольших неглубоких западинных озёр.

## Население
| 2009 | 2010 |
| ---- | ---- |
| 392  | ↗396 |

## Известные уроженцы
Разенков, Гавриил Степанович — Герой Советского Союза.